# Italiensk gøgeurt
Italiensk gøgeurt (Orchis italica) er en plante i Orkidé-familien, der som navnet antyder er udbredt i Middelhavsområdet. Den blev først beskrevet af den franske teolog og botaniker Jean-Louis Marie Poiret. Planten bliver på engelsk også kaldt for naked man orchid pga. dens blomsters udseende. Dens knold kan benyttes til at lave det stivelsesagtige salep, der benyttes i fødevare- (særligt det tyrkiske køkken) og tekstilindustrien. 
Der er ingen kendte underarter af den italiensk gøgeurt, men følgende varieteter:
- Orchis italica var. albiflora
- Orchis italica var. maculata
- Orchis italica var. purpurea

Og krydsninger:
- Orchis × apollinaris (Orchis italica × Abegøgeurt)
- Orchis × diversifolia (Orchis italica × Tandet gøgeurt)
- ×Orchiaceras bivonae (Orchis italica × Hangøgeurt)